# Saku (commune)
Saku est une commune rurale d'Estonie située au sud de Tallinn dans la région d'Harju. Elle a 1 096 habitants (01/01/2012). Son centre administratif est le bourg de Saku (autrefois Sack), connu pour la production de bière.

## Géographie

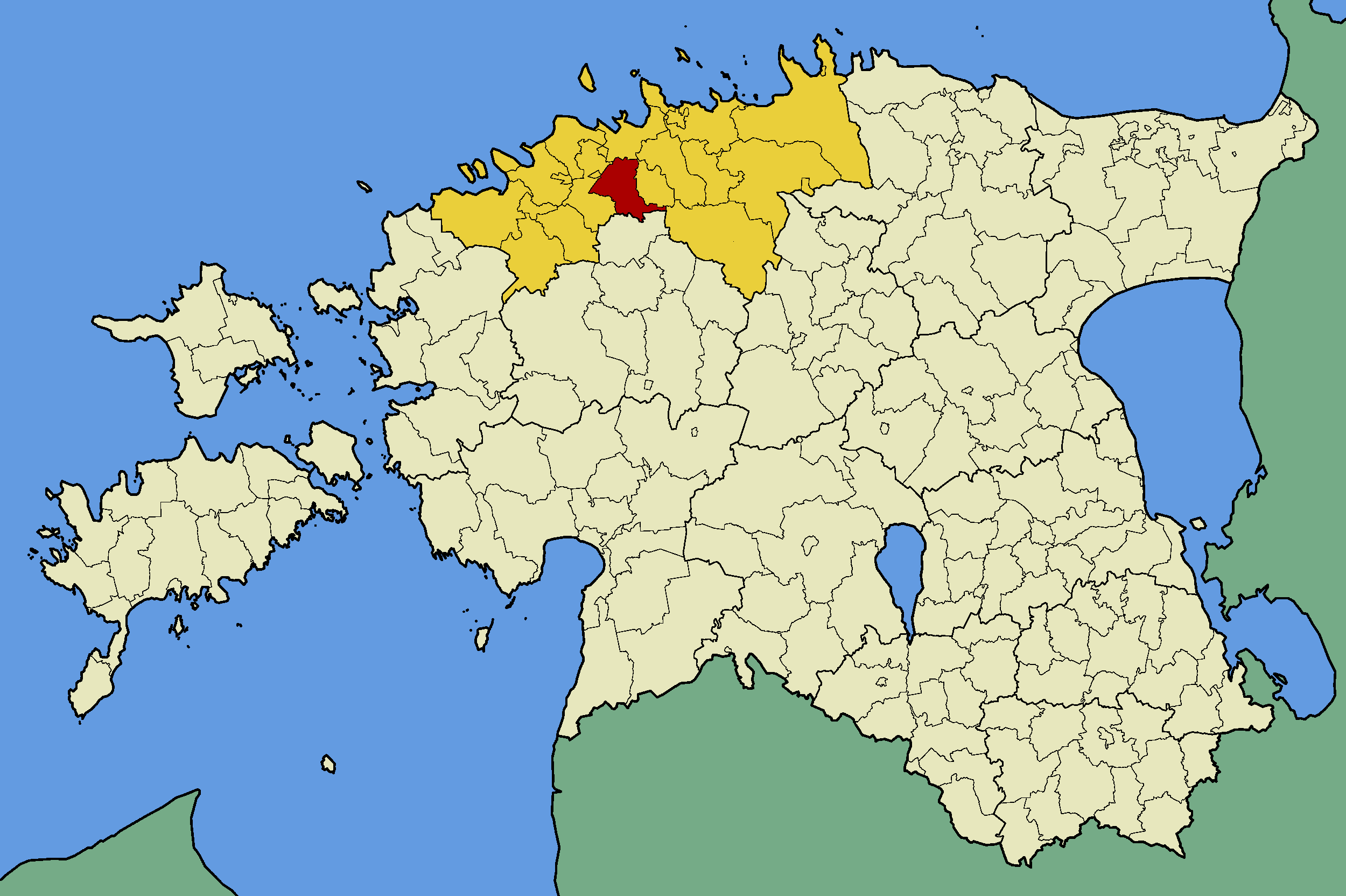
Commune de Saku (rouge)
dans le Harjumaa (jaune).

Saku est située à dix kilomètres au sud de Tallinn, au centre du comté de Harju.
A l'ouest, elle est limitrophe de la commune de Saue, à l'est avec les communes de Kiili et Kose, au sud avec la commune de Kohila.
La superficie de la commune est de 171,13 km2.
Le territoire de la commune est limité à l'ouest par la route Tallinn-Pärnu-Ikla, à l'est par la route Tallinn-Rapla-Türi.
La rivière Väena traverse Saku et la rivière Keila coule à sa frontière sud.
La commune abrite le lac Tammemäe et le lac Raku.

## Histoire
La commune de Saku a été créée en 1866 du temps de l'Empire russe.
Le premier bâtiment de la mairie, le palais de justice et l'école ont été construits sur le territoire du village de Kajamaa en 1868.
La première réunion de l'assemblée communale a eu lieu en 1868.
En 1890, la commune de Saku fusionna avec la paroisse de Saue. Le 28 mai 1921, par décision du conseil du comté de Harju, la commune a retrouvé son indépendance.
En 2015, le conseil municipal de Saku a adopté un appel au gouvernement estonien, dans lequel il a déclaré son refus d'accepter des réfugiés.

## Municipalité
La commune comprend deux bourgs (alevik), Kiisa et Saku, ainsi que dix-neuf villages: Jälgimäe, Juuliku, Kajamaa, Saue, Kasemetsa, Kirdalu, Kurtna, Lokuti, Männiku, Metsanurme, Rahula, Roobuka, Saustinõmme, Sookaera-Metsanurga, Tänassilma, Tagadi, Tammejärve, Tammemäe, Tõdva et Üksnurme.

## Transports
La ligne de Tallinn à Viljandi traverse la commune de Saku avec des gares à Männiku, Saku, Kazemetsa, Roobuka et Kiisa. Les trains sur les lignes reliant Tallinn à Rapla, Viljandi et Türi s'arrêtent à Saku.
Il existe deux lignes de transports publics de Tallinn à Saku - les bus 117 (avec des arrêts à Männiku, Tammemäe, Saku, Kazemetsa, Tydva, Kiisa, Kurtna, Tagadi) et 117A (Männiku, Tammemäe, Saku), ainsi que trois lignes commerciales - bus 206 (Männiku, Tammemäe, Saku), 219 (Tammejärve, Saku, Lokuti, Kurtna, Kiisa) et 220 (Jalgimäe, Saku, Kazemetsa, Kiisa).
Pendant l'année scolaire, des autobus scolaires locaux circulent dans la commune.

## Galerie

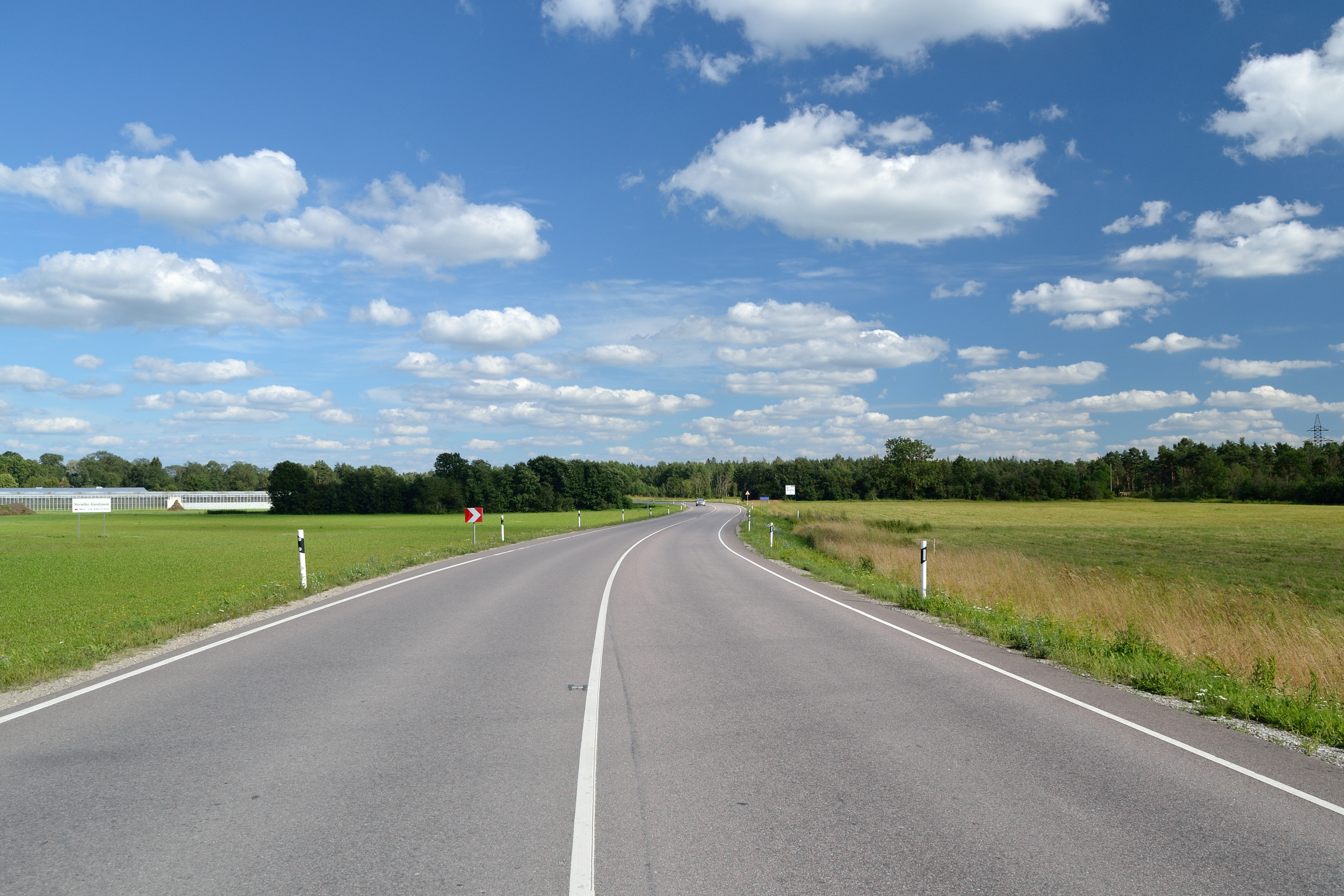
Route Tallinn-Saku-Laagri à la frontière de Jalgimäe et Juuliku.
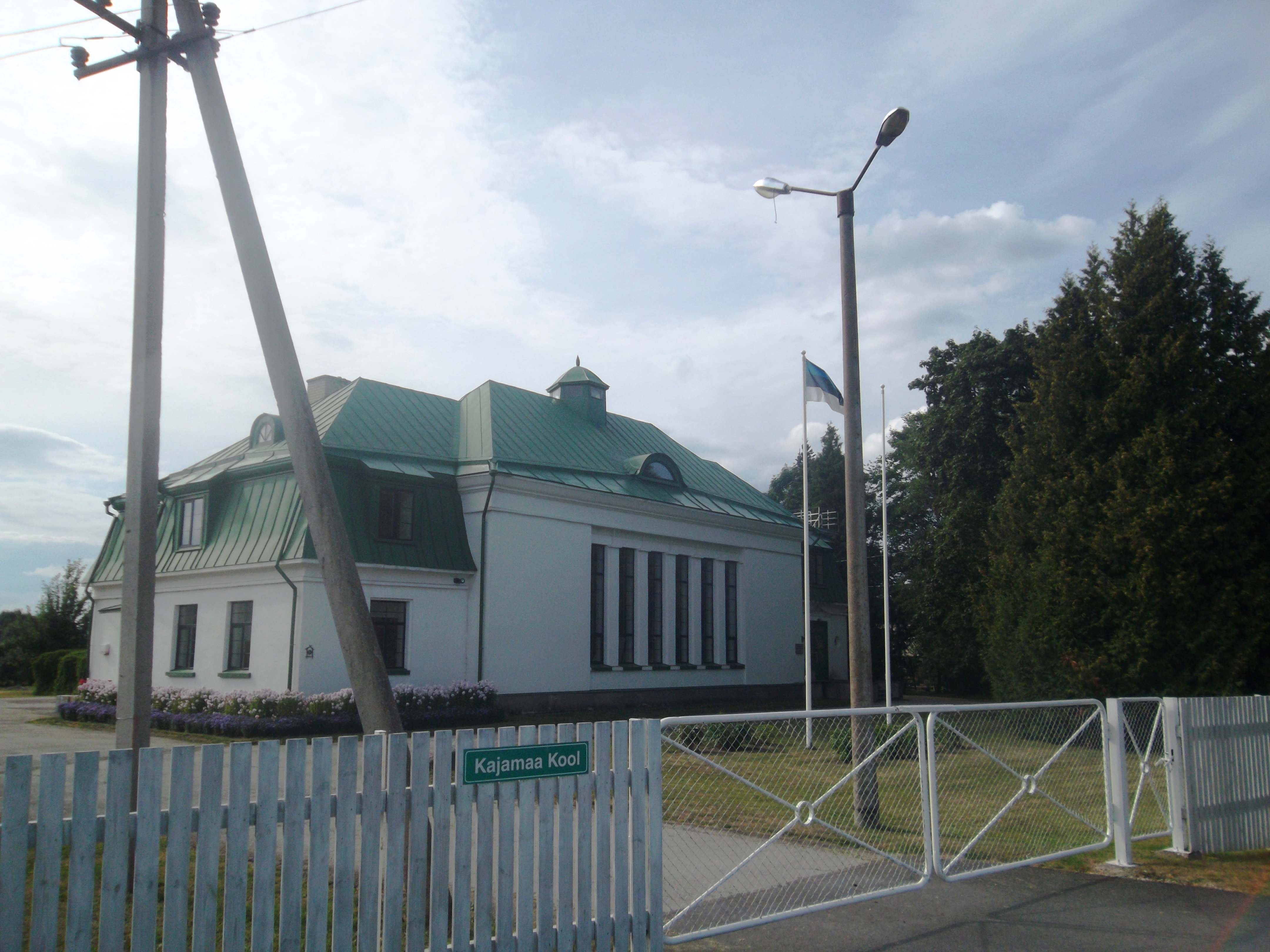
École de Kajamaa
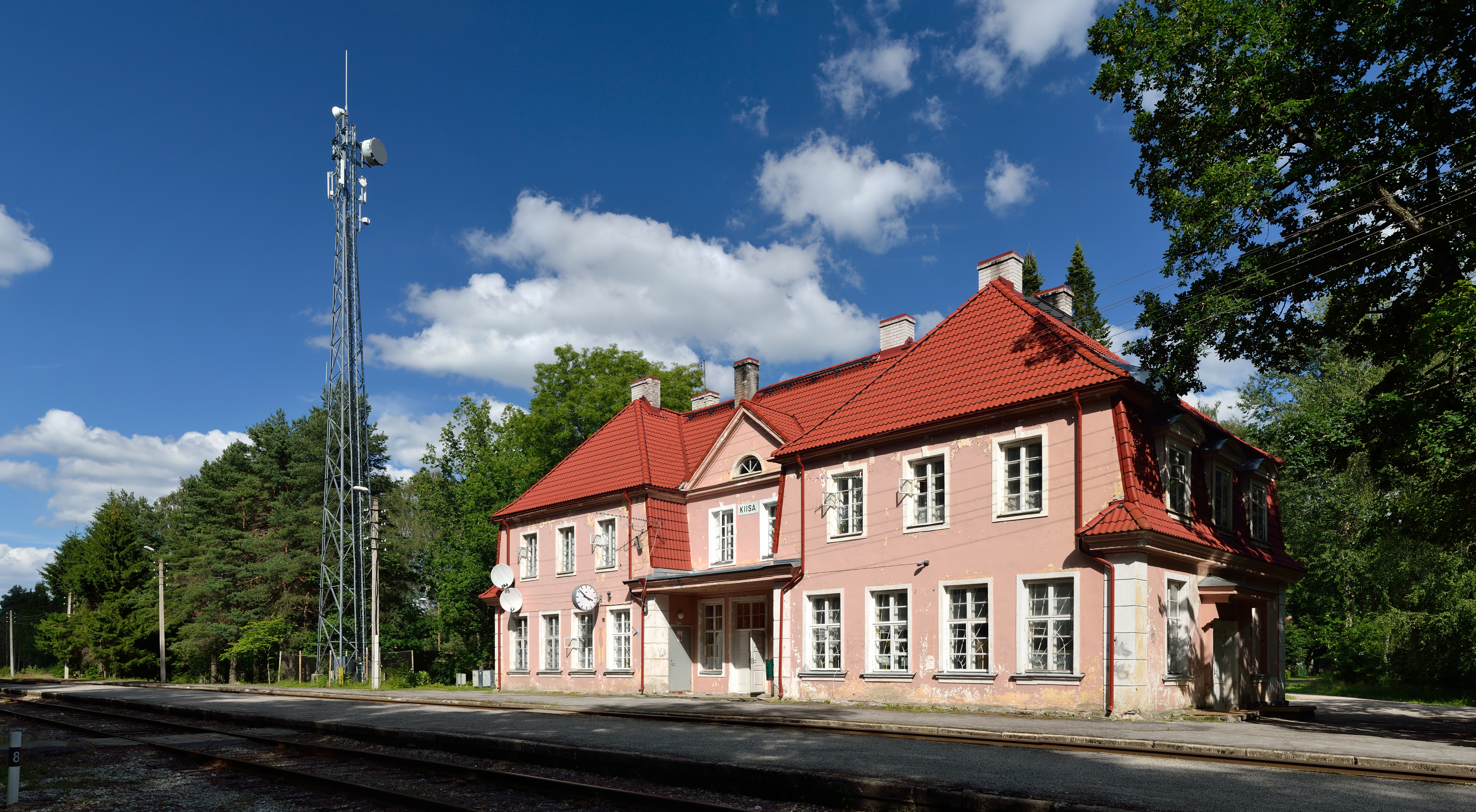
Gare de Kiisa.
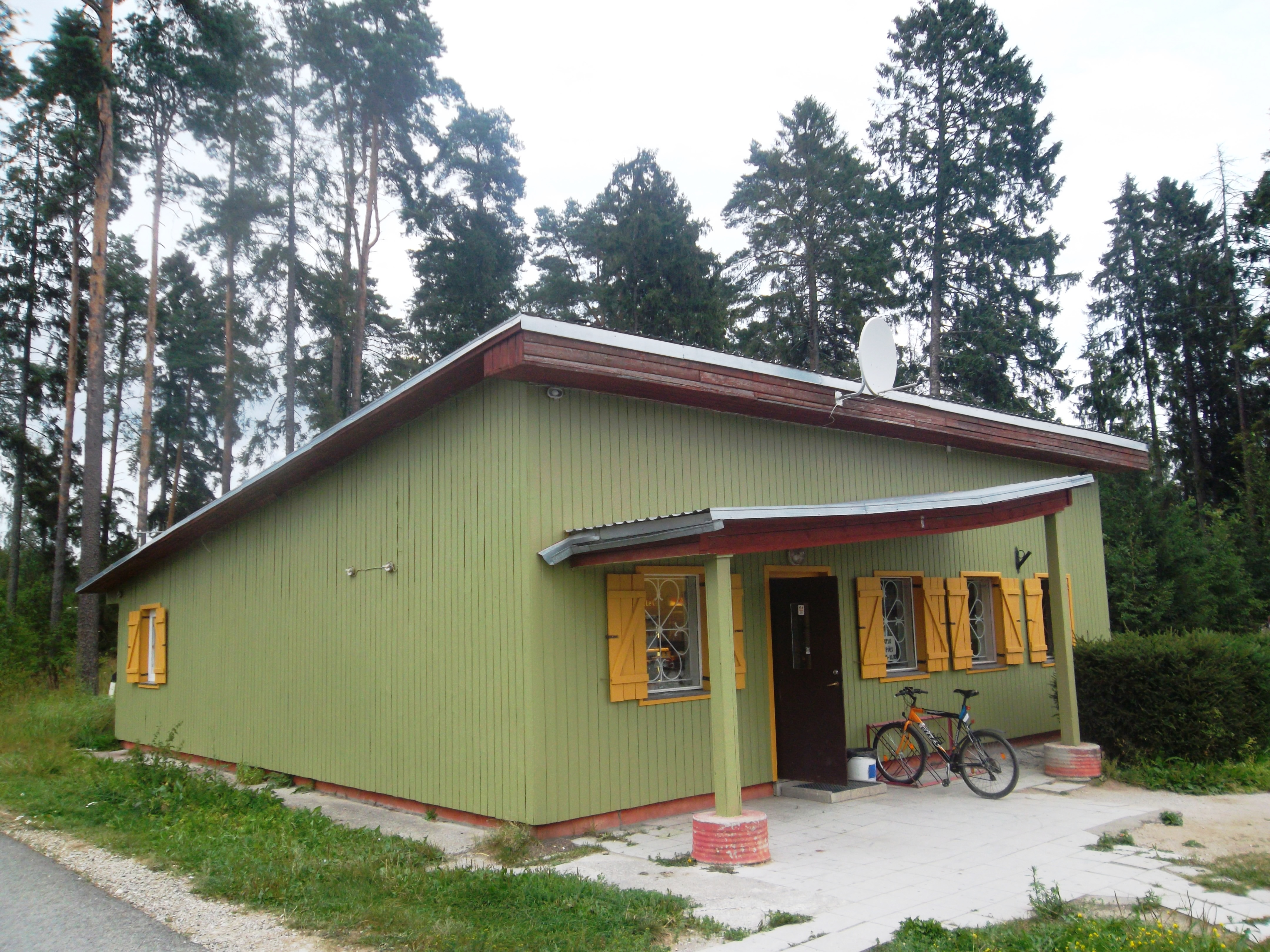
Boutique à Roobuka

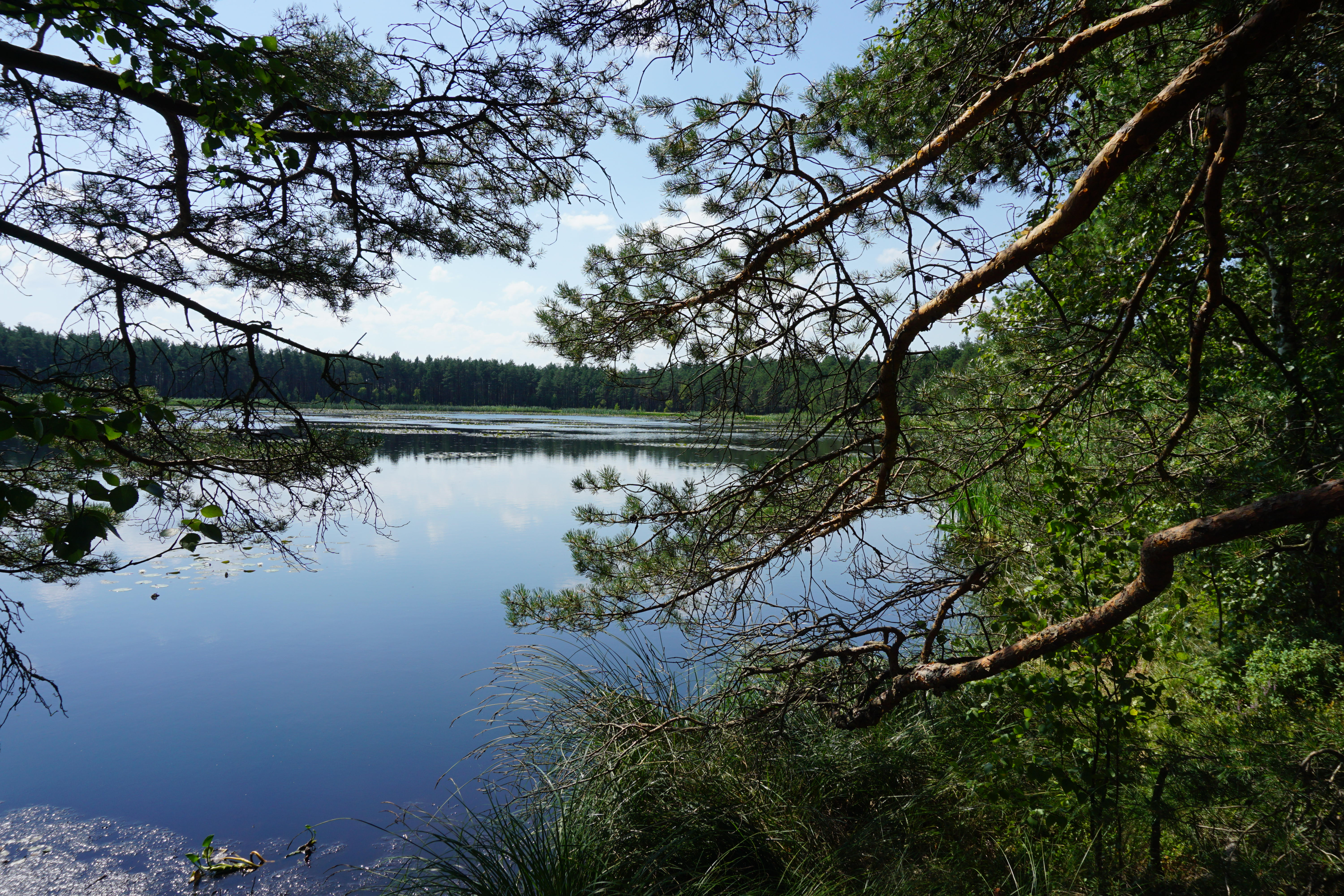
Lac Rätsepa järv.
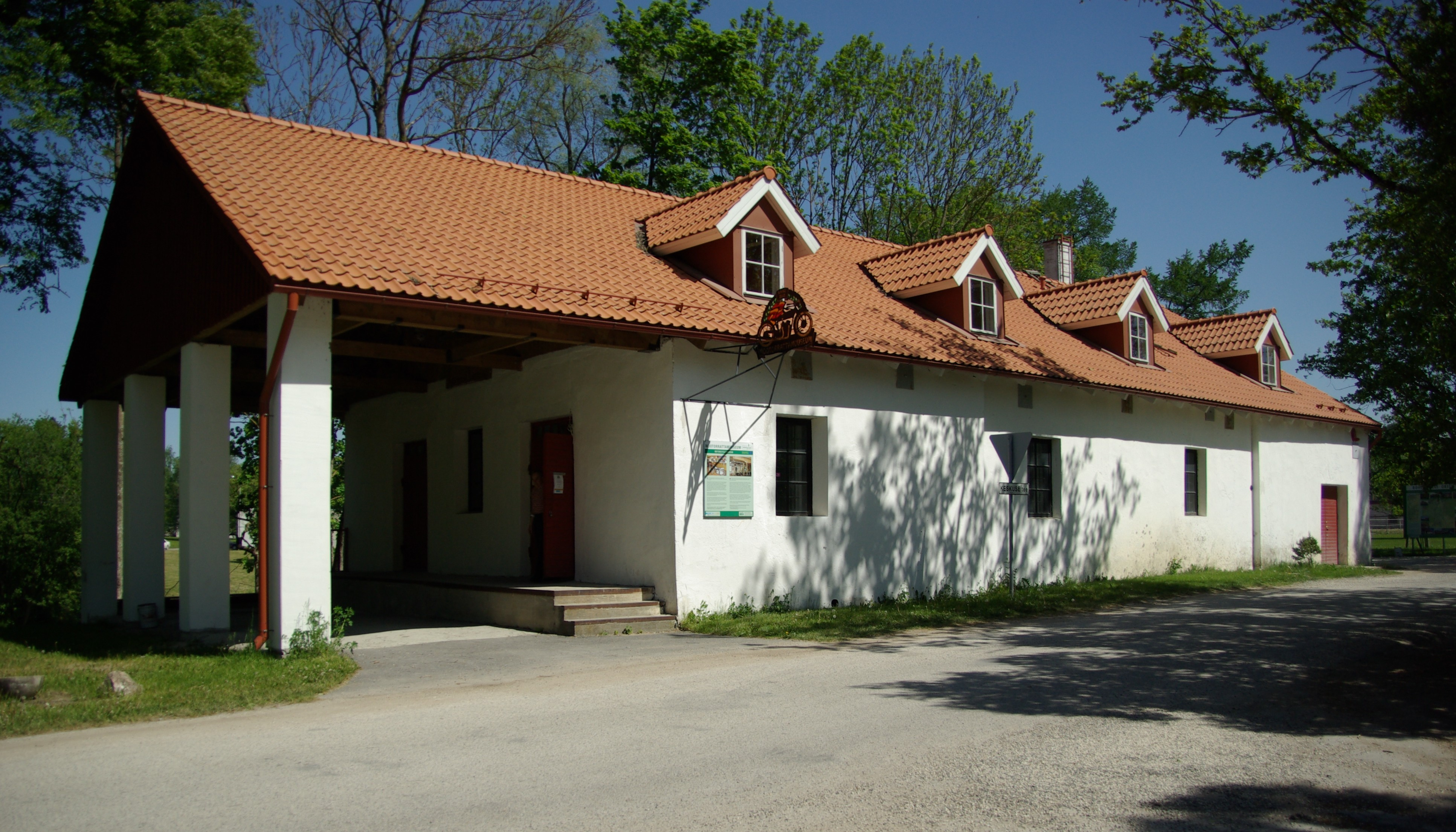
Musée du vélo à Kurtna.
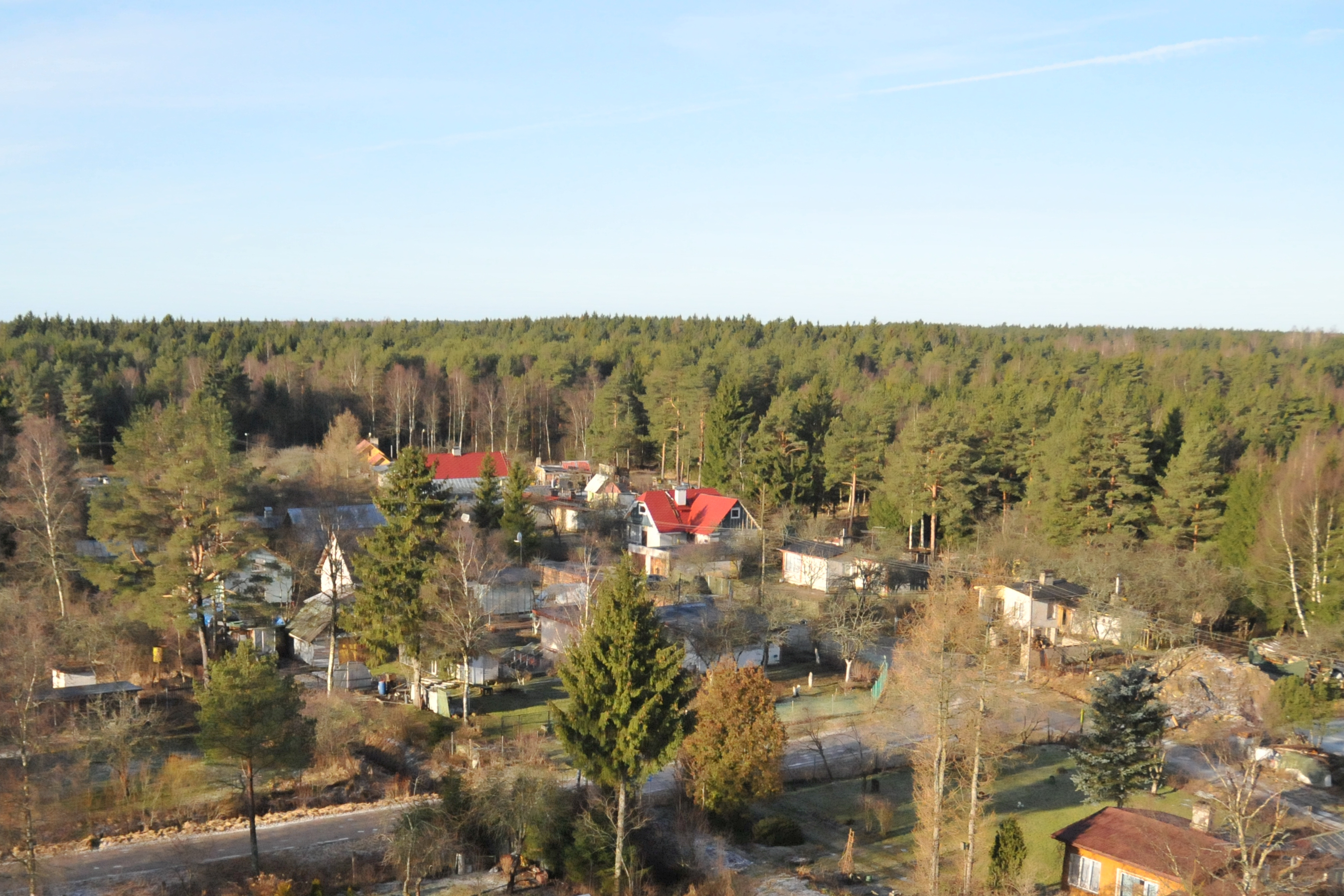
Metsanurme.
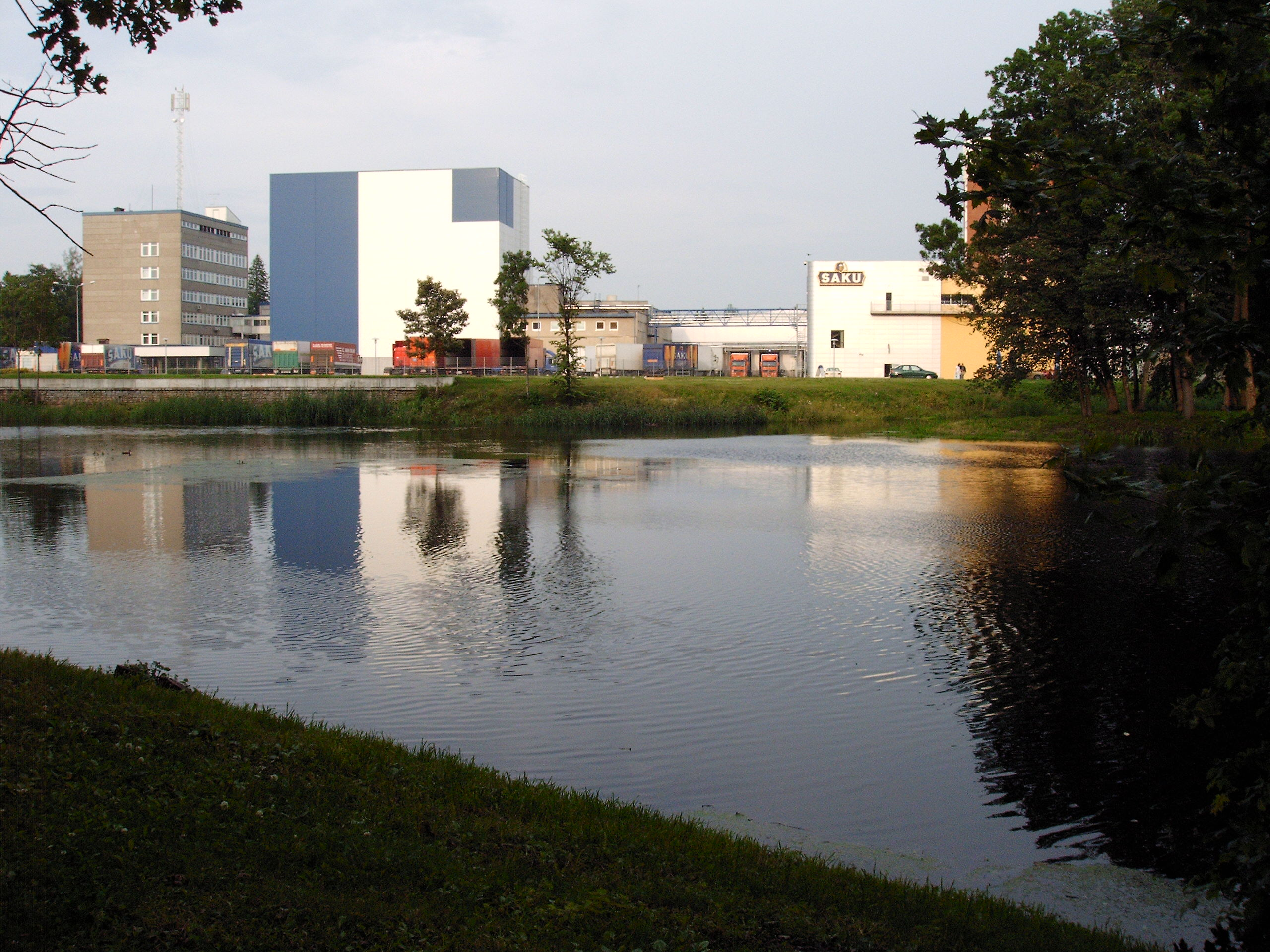
Brasserie de Saku.